# エブゲン (コルゲン家)
エブゲン（モンゴル語: Ebügen、中国語: 也不干、生没年不詳）は、チンギス・カンの庶子のコルゲンの曾孫で、モンゴル帝国の皇族。『元史』などの漢文史料では也不干/也不堅と表記される。

## 概要
エブゲンの曾祖父のコルゲンはチンギス・カンと側室のクラン・カトゥンとの間に生まれた息子で、庶出ながらも他の嫡子に匹敵する分封を受けた皇族であった。このため、コルゲン家はチンギス・カンの庶子の中では唯一王家（ウルス）を形成し、その位置はモンゴル高原の中央部にあったものとみられる。
コルゲンの死後、コルゲン王家はその息子の河間王クチャ（Quča、忽察）が継ぎ、クチャの次はその息子のクルタイ大王（Qurudai、忽魯歹）が後を継いだ。クルタイ大王は北平王ノムガンの中央アジア遠征に従軍し、アルマリクで生じた「シリギの乱」の勃発に立ち会ったものの、これに与することなくクビライの派遣した将軍バヤンと協力して叛乱鎮圧に貢献した。
クルタイ大王の後を継いだのはその息子のエブゲンであった。至元24年（1287年）、オッチギン王家のナヤンが他の東道諸王を巻き込んでクビライ・カアンに対して叛乱を起こすと、エブゲンはコルゲン王家を率いてこれに同調し、ケルレン川流域の「チンギス・カンの大オルド（後の八白室）」に向かった。
ナヤン・エブゲンの叛乱を聞いたキプチャク人将軍のトトガクは他の将軍がクビライの指示を仰いでから出兵しようとしたのに対し、「兵は神速を貴び、叛乱が事実ならば我々は敵の不意を突かなければならない」と語って即日出陣した。トトガク及びオングト部のコルギスは精鋭を率いて七日間疾駆し、トーラ川を渡ってブルカン・カルドゥンでエブゲンの軍と遭遇した。
その日、気温は暑く強い北風が吹いていたが、コルギスは「天は我々に味方している」と語り、馬に笞うって戦闘に赴き、トトガク・コルギス軍はエブゲン軍を大いに撃ち破った。エブゲンは配下の兵の大半を殺され、僅かに数騎を率いて逃れ去った。
至元25年（1288年）冬、エブゲンは再び兵を率いて大元ウルスに攻撃を仕掛けたが、不都馬失・塔不帯反・忽剌忽・阿塔海らの奮戦によって撃退された。それから程なくしてエブゲンはタタル部出身のダダカル（ボルスの子）に捕らえられ、その後の消息は不明である。

## 家系
- コルゲン
  - 河間王クチャ（Quča, 忽察）
    - クルタイ大王（Qurudai, 忽魯歹）
      - エブゲン大王（Ebügen, 也不干）
      - バイ・バラク大王（Bai-baraq, 八八剌）
      - エメゲン大王（Emegen, 也滅干）

『元史』宗室世系表ではエブゲンの息子（ババなど）以降の家系についても記載されているが、これはチャガタイ裔の系図が誤って混ざったものであると判明している。本来のエブゲンの子孫については不明である。